# Armadillidium bicurvatum
Armadillidium bicurvatum är en kräftdjursart som beskrevs av Karl Wilhelm Verhoeff 1901. Armadillidium bicurvatum ingår i släktet Armadillidium och familjen klotgråsuggor. Inga underarter finns listade i Catalogue of Life.